# Givrins
Givrins är en ort och  kommun i distriktet Nyon i kantonen Vaud, Schweiz. Kommunen har 1 016 invånare (2023).